# Rostamabad
Rostamabad (persiska: رستم‌آباد) är en mindre stad i nordvästra Iran. Den ligger i provinsen Gilan och delprovinsen (shahrestan) Rudbar. Rostamabad hade 13 749 invånare vid folkräkningen 2011.
Abbas Kiarostamis filmer i Koker-trilogin, även kallad Rostamabad-trilogin, spelades in i området kring Rostamabad och den närliggande byn Koker, före och efter jordbävningen i Rudbar 1990.